# 三菱・メイブン

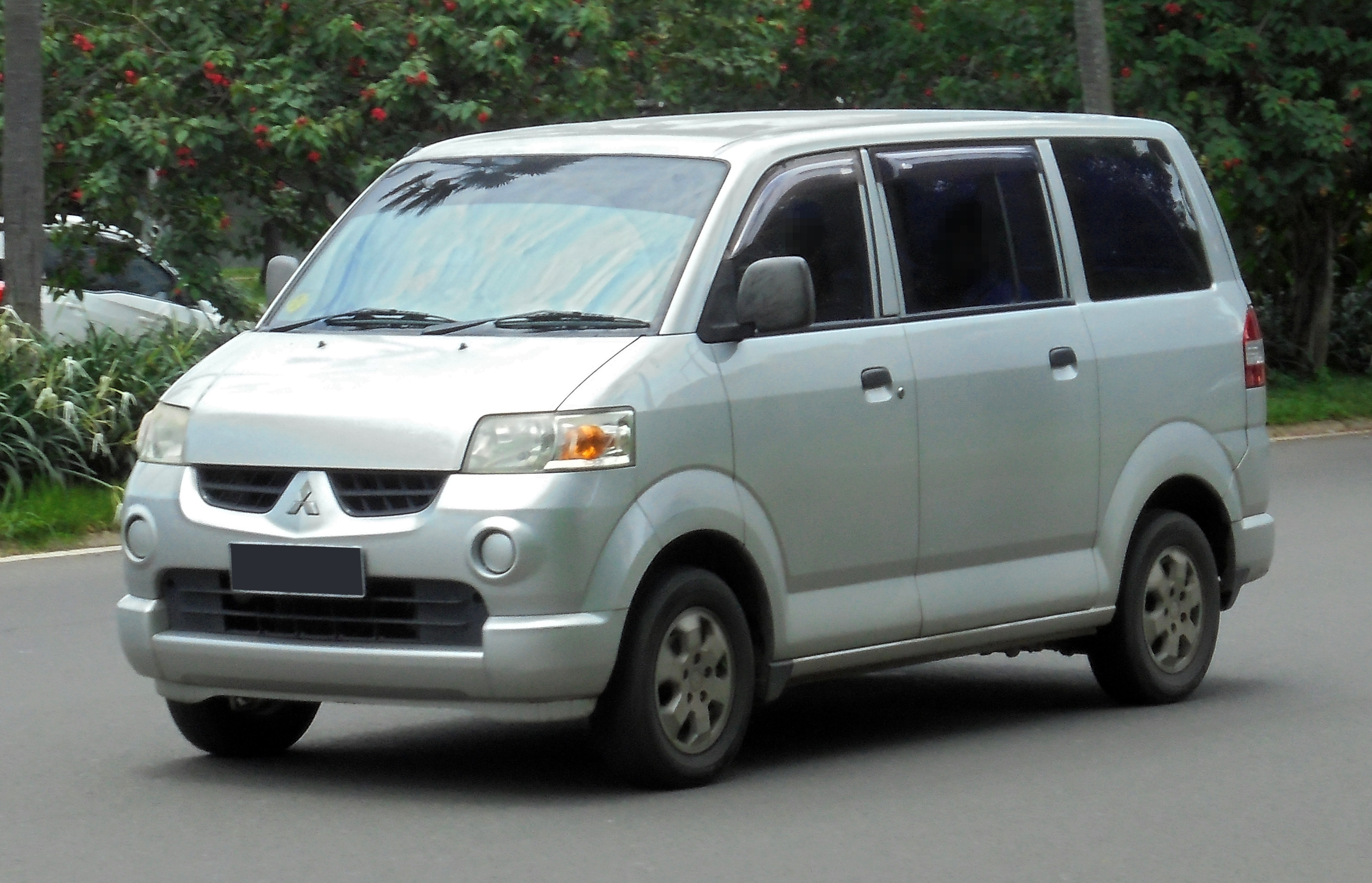
三菱・メイブン

メイブン（Maven）は、三菱自動車グループがインドネシアで販売するセミキャブオーバー型の多目的車である。

## 概要
- 生産は、スズキのインドネシアの子会社、インドモービル・スズキ・インターナショナル（現:P.T.スズキ・インドモービル・モーター）で行われ、スズキよりOEM供給を受けている。事実上はクダの後継車である。
- スズキ・APVのシャシに三菱自動車の現地エンジン生産会社（ミツビシクラマユダモータースアンドマニュファクチャリング社）で生産される1.5Lの直列4気筒・4G15型SOHC16バルブガソリンエンジンを搭載している。

## 歴史
- 2005年9月15日：販売開始。
- 2009年：販売不振のため販売終了。